# Metalníkovo
Metalníkovo (en rus: Метальниково) és un poble del krai de Perm, a Rússia, que en el cens del 2010 tenia 120 habitants.